# Reuzengoudmol
De reuzengoudmol (Chrysospalax trevelyani)  is een zoogdier uit de familie van de goudmollen (Chrysochloridae). De wetenschappelijke naam van de soort werd voor het eerst geldig gepubliceerd door Albert Günther in 1875.

## Voorkomen
De soort komt voor in zuidoostelijk Zuid-Afrika. in het oosten van de provincie Oost-Kaap.